# Argia underwoodi
Argia underwoodi är en trollsländeart som beskrevs av Philip Powell Calvert 1907. Argia underwoodi ingår i släktet Argia och familjen dammflicksländor. IUCN kategoriserar arten globalt som livskraftig. Inga underarter finns listade i Catalogue of Life.